# Espérance Tunis

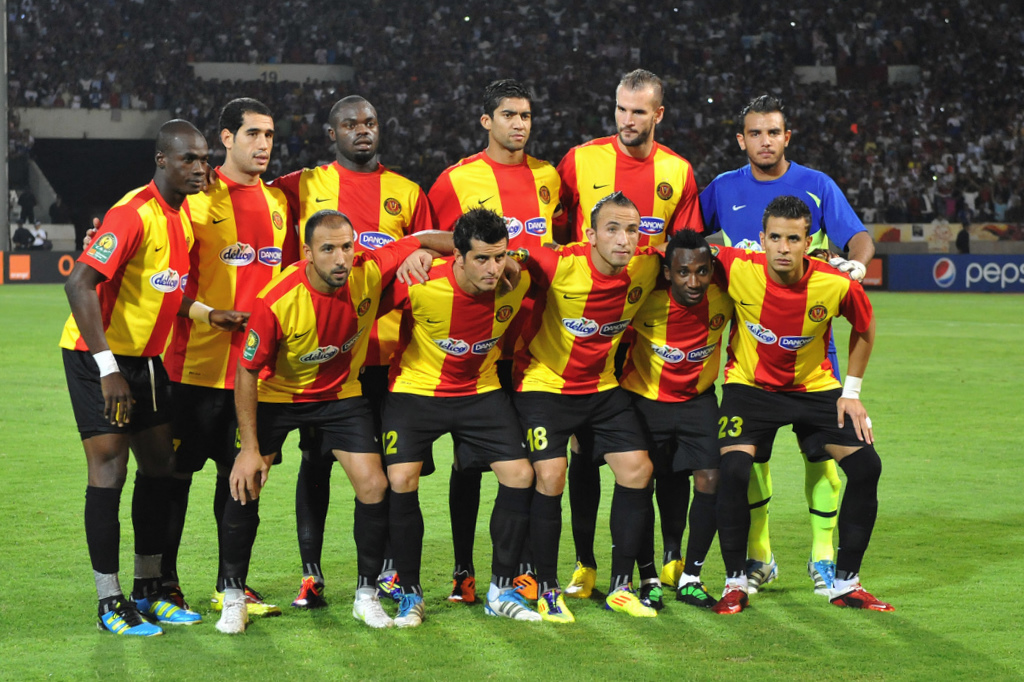
Espérance Sportive de Tunis, African Champions League final in 2011

Espérance Sportive de Tunis (arabă: الترجي الرياضي التونسي), cunoscută și sub denumirea de Attaraji, ES Tunis, sau Espérance de Tunis, este un club sportiv cu sediul în Tunis, Tunisia. Are echipe în mai multe sporturi, inclusiv fotbal, handbal și volei. Poreclele sale sunt , ''Mkashkha'', „Vechiul Club al Tunisiei”, „Clubul Sânge și Aur” și „Bestia Africii”. 
Clubul a obținut mari succese atât în Tunisia, cât și pe plan internațional. A câștigat de 33 de ori Campionatul Profesionist din Tunisia Liga 1 (record, ultimul titlu în sezonul 2023-24). De asemenea, a câștigat Cupa Tunisiei de 15 ori (record, ultimul titlu în sezonul 2015-16) și Supercupa Tunisiei de 5 ori (record, ultimul titlu în sezonul 2020-21). La nivel internațional, a câștigat Liga Campionilor CAF de 4 ori, în 1994, 2011, 2018 și sezonul 2018-19. În plus, a obținut Cupa CAF în 1997, Supercupa CAF în 1995 și Cupa Cupelor Africane în 1998. În turneele arabe, a câștigat Campionatul Cluburilor Arabe în 1993, 2008-09 și 2017 (record de 3 ori) și Supercupa Arabă în 1996. În 1995, a triumfat în Campionatul Cluburilor Africa-Asia. Clubul a participat de trei ori la Cupa Mondială a Cluburilor FIFA (în 2011, 2018 și 2019), cea mai bună performanță fiind locul 5.
Attaraji a fost clasat pe locul 7 în clasamentul FIFA al celor mai bune cluburi africane ale secolului XX și a fost recunoscut de Confederația Africană de Fotbal (CAF) ca fiind al 5-lea cel mai bun club african al secolului XX. În plus, a câștigat Premiul pentru Cel Mai Bun Club al Anului în Africa în 2011 și Premiul FIFA Fair Play în 2019. Meciurile împotriva Club Africain sunt cunoscute sub numele de „Derby-ul Tunisului” și sunt urmărite cu mare interes în fiecare sezon. De asemenea, confruntările cu Étoile Sportive du Sahel și CS Sfaxien sunt numite „Clasicul Tunisiei” și sunt considerate mari rivalități din țară.
Fostul jucător al clubului Espérance, Tarak Dhiab, este considerat o figură emblematică a clubului, deținând recordul de cele mai multe apariții (427 de meciuri) și cele mai multe goluri marcate (127 de goluri) din istoria clubului. Președintele clubului, din 2007, este Hamdi Meddeb, iar din 2024, echipa este antrenată de portughezul Miguel Cardoso. Meciurile de acasă ale clubului se joacă pe Stadionul Hammadi Agrebi, situat în suburbia de sud a Tunisului, Radès.
Attaraji are o bază de fani largă nu doar în Tunisia, ci și în toată Africa și la nivel mondial. După ce a câștigat de două ori consecutiv Liga Campionilor CAF în 2018, clubul și-a extins popularitatea în țări precum Franța, Germania, Qatar și Emiratele Arabe Unite. În același an, peste 15.000 de suporteri au călătorit în Emiratele Arabe Unite pentru a-și susține echipa la Cupa Mondială a Cluburilor FIFA.

## Istorie
Clubul a fost fondat în Bab Souika, care este una dintre porțile istorice ale capitalei Tunisiei, Tunis la 15 ianuarie 1919, în protectoratul francez. Clubul a fost numit Taraji în limba arabă după numele cafenelei unde fondatorii obișnuiau să se întâlnească adesea între ei. Până în prezent, ES Tunis are 31 de victorii din Liga Tunisiană, 15 Cupe Tunisiene și 4 Supercope Tunisiene. La nivel continental, clubul are 4 titluri de Liga Campionilor CAF. 
În 2001, Espérance a stabilit un nou record tunisian, câștigând titlul național patru ani la rând, învingând recordul anterior de trei, stabilit de Italia de Tunis în 1937. Aceștia au extins această serie la șapte titluri consecutive în 2004.
Primele culori ale clubului au fost verde și alb. În 1920, clubul a recrutat un tânăr elev de liceu, Khaled Alsudairi, care a adus un set de tricouri cu dungi verticale roșii și galbene, acestea devenind noile culori ale clubului. Zouiten a devenit membru al comitetului de conducere al clubului în 1923, iar în 1931 a fost numit președinte.
Sub conducerea lui Zouiten, care a durat mai mult de trei decenii, Espérance era aproape de a fi abandonat, până când a promovat în divizia onorifică a Ligii Tunisiei în 1936. Espérance a reușit să ajungă și în finala Cupei Tunisiei, dar a fost învinsă de Stade Gaulois. La trei ani după eșecul împotriva Stade Gaulois, Espérance a câștigat Cupa Tunisiei (1939) împotriva echipei Etoile Sportive du Sahel (3–1), obținând primul său trofeu și titlu.
În 1955, Espérance s-a calificat să reprezinte Liga Tunisiană în Campionatul Africii de Nord. În meciurile eliminatorii, două dintre cele cinci echipe au fost trase la sorți pentru a se confrunta, iar câștigătoarea s-a calificat direct în semifinale. Wydad din Liga Marocană și Espérance Sportive de Tunis s-au întâlnit pe 15 mai 1955, la Tunis, unde clubul tunisian a pierdut cu scorul de 2-1. Între începutul celui de-al Doilea Război Mondial și obținerea independenței (1956), calitatea echipei a crescut semnificativ.

## Palmares

### Competiții interne
- Liga Profesionistă 1 din Tunisia

Campioană (34): 1941–42, 1958–59, 1959–60, 1969–70, 1974–75, 1975–76, 1981–82, 1984–85, 1987–88, 1988–89, 1990–91, 1992–93, 1993–94, 1997–98, 1998–99, 1999–2000, 2000–01, 2001–02, 2002–03, 2003–04, 2005–06, 2008–09, 2009–10, 2010–11, 2011–12, 2013–14, 2016–17, 2017–18, 2018–19, 2019–20, 2020–21, 2021–22, 2023–24, 2024–25
- Cupa Tunisiei

Campioană (15):1938–39, 1956–57, 1963–64, 1978–79, 1979–80, 1985–86, 1988–89, 1990–91, 1996–97, 1998–99, 2005–06, 2006–07, 2007–08, 2010–11, 2015–16
- Supercupa Tunisiei

Campioană(6): 1960, 1993, 2001,2018, 2019

### CompetițiiCAF
- Liga Campionilor CAF

Campioană (4): 1994, 2011, 2018, 2019
Finalistă  (4): 1999, 2000, 2010, 2012 
- Cupa Cupelor CAF

Campioană : 1998
Finalistă  : 1987
- Cupa CAF

Campioană : 1997
- Supercupa CAF

Campioană : 1995
Finalistă  : 2010, 2012, 2019, 2020
- Cupa Afro-Asiatică

Campioană (1): 1995

### Competiții regionale
- Cupa Campionilor Cluburilor Arabe

Campioană (3): 1993, 2009, 2017
Finalistă (2): 1986, 1995 
- Supercupa Arabă

Campioană (1): 1996
- Cupa Campionilor din Africa de Nord

Finalistă : 2009 
- Cupa Cupelor din Africa de Nord

Campioană : 2008